# Fulong (sockenhuvudort i Kina, Jiangxi Sheng, lat 29,66, long 116,34)
Fulong är en sockenhuvudort i Kina. Den ligger i provinsen Jiangxi, i den sydöstra delen av landet, omkring 120 kilometer norr om provinshuvudstaden Nanchang. Antalet invånare är 14 056. Befolkningen består av 6 923 kvinnor och 7 133 män. Barn under 15 år utgör 18,0 %, vuxna 15-64 år 73 %, och äldre över 65 år 7,0 %.
Runt Fulong är det tätbefolkat, med 476 invånare per kvadratkilometer. Närmaste större samhälle är Cailing, 18,3 km söder om Fulong. Trakten runt Fulong består till största delen av jordbruksmark.
Genomsnittlig årsnederbörd är 2 094 millimeter. Den regnigaste månaden är maj, med i genomsnitt 371 mm nederbörd, och den torraste är januari, med 69 mm nederbörd.